# Anaglyptus colobotheoides
Anaglyptus colobotheoides är en skalbaggsart som först beskrevs av Bates 1884.  Anaglyptus colobotheoides ingår i släktet Anaglyptus och familjen långhorningar. Inga underarter finns listade i Catalogue of Life.